# Élections législatives de 2022 dans la Seine-Saint-Denis
Les élections législatives françaises de 2022 dans la Seine-Saint-Denis se déroulent les 12 et 19 juin 2022. Dans le département, douze députés sont à élire dans le cadre de douze circonscriptions.

## Contexte

### Résultats de l'élection présidentielle de 2022 par circonscription
| Circonscription | 1er tour | 1er tour | 1er tour  |         | 2d tour | 2d tour |
| Circonscription | Macron   | Le Pen   | Mélenchon | Macron  | Le Pen  |         |
| --------------- | -------- | -------- | --------- | ------- | ------- | ------- |
| Circonscription |          |          |           |         |         |         |
| 1re             | 19,91 %  | 8,03 %   | 55,00 %   | 79,70 % | 20,30 % |         |
| 2e              | 15,62 %  | 9,31 %   | 61,60 %   | 77,08 % | 22,92 % |         |
| 3e              | 28,25 %  | 13,71 %  | 34,91 %   | 71,18 % | 28,82 % |         |
| 4e              | 15,65 %  | 12,66 %  | 57,95 %   | 70,58 % | 29,42 % |         |
| 5e              | 18,84 %  | 14,72 %  | 50,52 %   | 68,74 % | 31,26 % |         |
| 6e              | 17,53 %  | 7,89 %   | 56,84 %   | 80,65 % | 19,35 % |         |
| 7e              | 18,05 %  | 7,26 %   | 55,02 %   | 82,66 % | 17,34 % |         |
| 8e              | 25,49 %  | 15,20 %  | 35,11 %   | 69,04 % | 30,96 % |         |
| 9e              | 20,14 %  | 9,49 %   | 49,39 %   | 78,19 % | 21,81 % |         |
| 10e             | 19,91 %  | 13,33 %  | 48,14 %   | 70,80 % | 29,20 % |         |
| 11e             | 18,31 %  | 13,75 %  | 52,87 %   | 69,47 % | 30,53 % |         |
| 12e             | 22,70 %  | 17,97 %  | 37,31 %   | 64,77 % | 35,23 % |         |

## Système électoral
Les élections législatives ont lieu au scrutin uninominal majoritaire à deux tours dans des circonscriptions uninominales.
Est élu au premier tour le candidat qui réunit la majorité absolue des suffrages exprimés et un nombre de voix au moins égal au quart (25 %) des électeurs inscrits dans la circonscription. Si aucun des candidats ne satisfait ces conditions, un second tour est organisé entre les candidats ayant réuni un nombre de voix au moins égal à un huitième des inscrits (12,5 %) ; les deux candidats arrivés en tête du premier tour se maintiennent néanmoins par défaut si un seul ou aucun d'entre eux n'a atteint ce seuil. Au second tour, le candidat arrivé en tête est déclaré élu.
Le seuil de qualification basé sur un pourcentage du total des inscrits et non des suffrages exprimés rend plus difficile l'accès au second tour lorsque l'abstention est élevée. Le système permet en revanche l'accès au second tour de plus de deux candidats si plusieurs d'entre eux franchissent le seuil de 12,5 % des inscrits. Les candidats en lice au second tour peuvent ainsi être trois, un cas de figure appelé « triangulaire ». Les second tours où s'affrontent quatre candidats, appelés « quadrangulaire » sont également possibles, mais beaucoup plus rares.

### Partis et nuances
Les résultats des élections sont publiées en France par le ministère de l'Intérieur, qui classe les partis en leur attribuant des nuances politiques. Ces dernières sont décidées par les préfets, qui les attribuent indifféremment de l'étiquette politique déclarée par les candidats, qui peut être celle d'un parti ou une candidature sans étiquette.
En 2022, seuls les coalitions Ensemble (ENS) et Nouvelle Union populaire écologique et sociale (NUP), ainsi que le Parti radical de gauche (RDG), l'Union des démocrates et indépendants (UDI), Les Républicains (LR), le Rassemblement national (RN) et Reconquête (REC) se voient attribués en 2022 des nuances propres,
,
. 
Tous les autres partis se voient attribués l'une ou l'autre des nuances suivantes : DXG (divers extrême gauche), DVG (divers gauche), ECO (écologiste), REG (régionaliste), DVC (divers centre), DVD (divers droite), DSV (droite souverainiste) et DXD (divers extrême droite). Des partis comme Debout la France ou Lutte ouvrière ne disposent ainsi pas de nuances propres, et leurs résultats nationaux ne sont pas publiés séparément par le ministère, car mélangés avec d'autres partis (respectivement dans les nuances DSV et DXG),.

## Résultats

### Élus
| Circonscription                                 | Député sortant          | Parti | Parti    | Groupe | Député élu ou réélu | Parti | Parti    | Groupe    |
| ----------------------------------------------- | ----------------------- | ----- | -------- | ------ | ------------------- | ----- | -------- | --------- |
| 1re                                             | Éric Coquerel           |       | LFI      | LFI    | Éric Coquerel       |       | LFI      | LFI-NUPES |
| 2e                                              | Stéphane Peu            |       | PCF      | GDR    | Stéphane Peu        |       | PCF      | GDR-NUPES |
| 3e                                              | Patrice Anato           |       | LREM     | LREM   | Thomas Portes       |       | LFI      | LFI-NUPES |
| 4e                                              | Marie-George Buffet*    |       | PCF      | GDR    | Soumya Bourouaha    |       | PCF      | GDR-NUPES |
| 5e                                              | Jean-Christophe Lagarde |       | UDI      | UDI    | Raquel Garrido      |       | LFI      | LFI-NUPES |
| 6e                                              | Bastien Lachaud         |       | LFI      | LFI    | Bastien Lachaud     |       | LFI      | LFI-NUPES |
| 7e                                              | Alexis Corbière         |       | LFI      | LFI    | Alexis Corbière     |       | LFI      | LFI-NUPES |
| 8e                                              | Sylvie Charrière        |       | LREM     | LREM   | Fatiha Keloua Hachi |       | PS       | SOC       |
| 9e                                              | Sabine Rubin*           |       | LFI      | LFI    | Aurélie Trouvé      |       | LFI      | LFI-NUPES |
| 10e                                             | Alain Ramadier          |       | LR       | LR     | Nadège Abomangoli   |       | LFI      | LFI-NUPES |
| 11e                                             | Clémentine Autain       |       | LFI - E! | LFI    | Clémentine Autain   |       | LFI - E! | LFI-NUPES |
| 12e                                             | Stéphane Testé          |       | LREM     | LREM   | Jérôme Legavre      |       | POI      | LFI-NUPES |
| * député sortant ne se représentant pas en 2022 |                         |       |          |        |                     |       |          |           |

### Taux de participation
| Taux de participation | 1er tour | 1er tour | 1er tour   | 2d tour | 2d tour | 2d tour    | Différence entre les deux tours |
| Taux de participation | En 2017  | En 2022  | Différence | En 2017 | En 2022 | Différence | Différence entre les deux tours |
| --------------------- | -------- | -------- | ---------- | ------- | ------- | ---------- | ------------------------------- |
| À midi                | 10,50 %  | 9,85 %   | 0,65       | 9,56 %  | 8,88 %  | 0,68       | 0,97                            |
| À 17 heures           | 24,74 %  | 27,92 %  | 3,18       | 21,11 % | 25,23 % | 4,12       | 2,69                            |
| Final                 | 39,30 %  | 38,93 %  | 0,37       | 34,32 % | 36,61 % | 2,29       | 2,32                            |

### Résultats à l'échelle du département

#### Résultats par coalition
| Parti et coalition                                           | Parti et coalition                                           | Parti et coalition                                           | Premier tour | Premier tour | Premier tour | Second tour   | Second tour   | Second tour | Total Sièges  | +/-           |  |
| Parti et coalition                                           | Parti et coalition                                           | Parti et coalition                                           | Voix         | %            | Sièges       | Voix          | %             | Sièges      | Total Sièges  | +/-           |  |
| ------------------------------------------------------------ | ------------------------------------------------------------ | ------------------------------------------------------------ | ------------ | ------------ | ------------ | ------------- | ------------- | ----------- | ------------- | ------------- |  |
|                                                              |                                                              | La France insoumise (LFI)                                    | 95 337       | 31,33        | 1            | 98 207        | 40,08         | 6           | 7             | 3             |  |
|                                                              | Parti communiste français (PCF)                              | 18 424                                                       | 6,05         | 0            | 26 012       | 10,62         | 2             | 2           | en stagnation |               |  |
|                                                              | La France insoumise - Ensemble ! (LFI - E!)                  | 9 400                                                        | 3,09         | 0            | 11 296       | 4,61          | 1             | 1           | en stagnation |               |  |
|                                                              | Parti socialiste (PS)                                        | 9 263                                                        | 3,04         | 0            | 13 169       | 5,37          | 1             | 1           | 1             |               |  |
|                                                              | Parti ouvrier indépendant (POI)                              | 7 485                                                        | 2,46         | 0            | 11 677       | 4,77          | 1             | 1           | Nv            |               |  |
| Total Nouvelle Union populaire écologique et sociale (NUPES) | Total Nouvelle Union populaire écologique et sociale (NUPES) | 139 909                                                      | 45,98        | 1            | 160 361      | 65,45         | 11            | 12          | 5             |               |  |
|                                                              |                                                              | La République en marche (LREM)                               | 29 941       | 9,84         | 0            | 49 295        | 20,12         | 0           | 0             | 3             |  |
|                                                              | Mouvement démocrate (MoDem)                                  | 7 809                                                        | 2,57         | 0            | 12 577       | 5,13          | 0             | 0           | Nv            |               |  |
|                                                              | Territoires de progrès (TdP)                                 | 5 773                                                        | 1,90         | 0            |              |               |               | 0           | Nv            |               |  |
|                                                              | Horizons (HOR)                                               | 2 593                                                        | 0,85         | 0            | 0            | Nv            |               |             |               |               |  |
|                                                              | Parti radical (PRV)                                          | 2 181                                                        | 0,72         | 0            | 0            | Nv            |               |             |               |               |  |
|                                                              | Agir                                                         | 2 007                                                        | 0,66         | 0            | 0            | Nv            |               |             |               |               |  |
| Total Ensemble (ENS)                                         | Total Ensemble (ENS)                                         | 50 304                                                       | 16,53        | 0            | 61 872       | 25,25         | 0             | 0           | 3             |               |  |
|                                                              | Rassemblement national (RN)                                  | Rassemblement national (RN)                                  | 30 460       | 10,01        | 0            |               |               |             | 0             | en stagnation |  |
|                                                              |                                                              | Les Républicains (LR)                                        | 14 914       | 4,90         | 0            | 11 394        | 4,65          | 0           | 0             | 1             |  |
|                                                              | Union des démocrates et indépendants (UDI)                   | 13 228                                                       | 4,35         | 0            | 11 395       | 4,65          | 0             | 0           | 1             |               |  |
| Total Union de la droite et du centre (UDC)                  | Total Union de la droite et du centre (UDC)                  | 28 142                                                       | 9,25         | 0            | 22 789       | 9,30          | 0             | 0           | 2             |               |  |
|                                                              |                                                              | Reconquête (REC)                                             | 6 246        | 2,05         | 0            |               |               |             | 0             | Nv            |  |
|                                                              | Via, la voie du peuple (VIA)                                 | 2 157                                                        | 0,71         | 0            | 0            | Nv            |               |             |               |               |  |
|                                                              | Mouvement conservateur (MC)                                  | 1 278                                                        | 0,42         | 0            | 0            | Nv            |               |             |               |               |  |
| Total Reconquête et alliés (REC)                             | Total Reconquête et alliés (REC)                             | 9 681                                                        | 3,18         | 0            | 0            | Nv            |               |             |               |               |  |
|                                                              | Dissidents NUPES                                             | Dissidents NUPES                                             | 8 377        | 2,75         | 0            | Retrait       | Retrait       | Retrait     | 0             | en stagnation |  |
|                                                              |                                                              | Gauche républicaine et socialiste (GRS)                      | 4 745        | 1,56         | 0            |               |               |             | 0             | Nv            |  |
| Total Fédération de la gauche républicaine (FGR)             | Total Fédération de la gauche républicaine (FGR)             | 4 745                                                        | 1,56         | 0            | 0            | Nv            |               |             |               |               |  |
|                                                              | Parti animaliste (PA)                                        | Parti animaliste (PA)                                        | 4 659        | 1,53         | 0            | 0             | en stagnation |             |               |               |  |
|                                                              | Lutte ouvrière (LO)                                          | Lutte ouvrière (LO)                                          | 3 482        | 1,14         | 0            | 0             | en stagnation |             |               |               |  |
|                                                              | La Seine-Saint-Denis au cœur (SSDAC)                         | La Seine-Saint-Denis au cœur (SSDAC)                         | 2 957        | 0,97         | 0            | 0             | Nv            |             |               |               |  |
|                                                              | Dissidents Ensemble                                          | Dissidents Ensemble                                          | 2 386        | 0,78         | 0            | 0             | en stagnation |             |               |               |  |
|                                                              |                                                              | Le Trèfle - Les nouveaux écologistes (LT-LNÉ)                | 1 311        | 0,43         | 0            | 0             | en stagnation |             |               |               |  |
|                                                              | Mouvement hommes animaux nature (MHAN)                       | 876                                                          | 0,29         | 0            | 0            | Nv            |               |             |               |               |  |
| Total Tous unis pour le vivant (TUPV)                        | Total Tous unis pour le vivant (TUPV)                        | 2 187                                                        | 0,72         | 0            | 0            | en stagnation |               |             |               |               |  |
|                                                              |                                                              | Alliance centriste (AC)                                      | 1 803        | 0,59         | 0            | 0             | Nv            |             |               |               |  |
|                                                              | Union des centristes et des écologistes (UCE)                | 261                                                          | 0,09         | 0            | 0            | Nv            |               |             |               |               |  |
| Total Les écologistes avec la majorité présidentielle (ÉMP)  | Total Les écologistes avec la majorité présidentielle (ÉMP)  | 2 064                                                        | 0,68         | 0            | 0            | Nv            |               |             |               |               |  |
|                                                              |                                                              | Écologie au centre (EAC)                                     | 984          | 0,32         | 0            | 0             | en stagnation |             |               |               |  |
|                                                              | Liberté écologie fraternité (LEF)                            | 728                                                          | 0,24         | 0            | 0            | Nv            |               |             |               |               |  |
| Total Écologie au centre (EAC)                               | Total Écologie au centre (EAC)                               | 1 712                                                        | 0,56         | 0            | 0            | en stagnation |               |             |               |               |  |
|                                                              | Parti ouvrier indépendant démocratique (POID)                | Parti ouvrier indépendant démocratique (POID)                | 1 451        | 0,48         | 0            | 0             | en stagnation |             |               |               |  |
|                                                              | Parti radical de gauche (PRG)                                | Parti radical de gauche (PRG)                                | 1 008        | 0,33         | 0            | 0             | en stagnation |             |               |               |  |
|                                                              | Union des démocrates musulmans français (UDMF)               | Union des démocrates musulmans français (UDMF)               | 1 081        | 0,35         | 0            | 0             | en stagnation |             |               |               |  |
|                                                              |                                                              | Les Patriotes (LP)                                           | 868          | 0,29         | 0            | 0             | Nv            |             |               |               |  |
| Total Union pour la France (UPF)                             | Total Union pour la France (UPF)                             | 868                                                          | 0,29         | 0            | 0            | en stagnation |               |             |               |               |  |
|                                                              | Union des démocrates et indépendants (UDI) - hors accord UDC | Union des démocrates et indépendants (UDI) - hors accord UDC | 643          | 0,21         | 0            | 0             | en stagnation |             |               |               |  |
|                                                              | Dissidents Les Républicains                                  | Dissidents Les Républicains                                  | 425          | 0,14         | 0            | 0             | Nv            |             |               |               |  |
|                                                              | Union populaire républicaine (UPR)                           | Union populaire républicaine (UPR)                           | 382          | 0,13         | 0            | 0             | en stagnation |             |               |               |  |
|                                                              | Parti pirate (PP)                                            | Parti pirate (PP)                                            | 300          | 0,10         | 0            | 0             | en stagnation |             |               |               |  |
|                                                              | Résistons (RES)                                              | Résistons (RES)                                              | 201          | 0,07         | 0            | 0             | Nv            |             |               |               |  |
|                                                              | Nouveau Parti anticapitaliste (NPA)                          | Nouveau Parti anticapitaliste (NPA)                          | 161          | 0,05         | 0            | 0             | en stagnation |             |               |               |  |
|                                                              | Parti communiste révolutionnaire de France (PCRF)            | Parti communiste révolutionnaire de France (PCRF)            | 151          | 0,05         | 0            | 0             | Nv            |             |               |               |  |
|                                                              |                                                              | Solidarité et progrès (S&P)                                  | 111          | 0,04         | 0            | 0             | Nv            |             |               |               |  |
| Total La Raison du peuple (LRDP)                             | Total La Raison du peuple (LRDP)                             | 111                                                          | 0,04         | 0            | 0            | en stagnation |               |             |               |               |  |
|                                                              | Autres partis                                                | Autres partis                                                | 4 235        | 1,39         | 0            | 0             | en stagnation |             |               |               |  |
|                                                              | Sans étiquette (SE)                                          | Sans étiquette (SE)                                          | 2 217        | 0,73         | 0            | 0             | en stagnation |             |               |               |  |
|                                                              |                                                              |                                                              |              |              |              |               |               |             |               |               |  |
| Suffrages exprimés                                           | Suffrages exprimés                                           | Suffrages exprimés                                           | 304 299      | 97,64        |              | 245 022       | 92,95         |             |               |               |  |
| Votes blancs                                                 | Votes blancs                                                 | Votes blancs                                                 | 5 503        | 1,77         | 14 412       | 5,47          |               |             |               |               |  |
| Votes nuls                                                   | Votes nuls                                                   | Votes nuls                                                   | 1 853        | 0,59         | 4 167        | 1,58          |               |             |               |               |  |
| Total                                                        | Total                                                        | Total                                                        | 311 655      | 100          | 1            | 263 601       | 100           | 11          | 12            | en stagnation |  |
| Abstentions                                                  | Abstentions                                                  | Abstentions                                                  | 488 852      | 61,07        |              | 456 489       | 63,39         |             |               |               |  |
| Inscrits/Participation                                       | Inscrits/Participation                                       | Inscrits/Participation                                       | 800 507      | 38,93        | 720 090      | 36,61         |               |             |               |               |  |

#### Résultats par nuance
| Nuance                 | Nuance                                         | Nuance                 | Premier tour | Premier tour | Premier tour | Second tour | Second tour   | Second tour | Total Sièges | +/-           |  |
| Nuance                 | Nuance                                         | Nuance                 | Voix         | %            | Sièges       | Voix        | %             | Sièges      | Total Sièges | +/-           |  |
| ---------------------- | ---------------------------------------------- | ---------------------- | ------------ | ------------ | ------------ | ----------- | ------------- | ----------- | ------------ | ------------- |  |
|                        | Nouvelle Union populaire écologique et sociale | NUP                    | 139 909      | 45,98        | 1            | 160 361     | 65,45         | 11          | 12           | 5             |  |
|                        | Ensemble !                                     | ENS                    | 50 304       | 16,53        | 0            | 61 872      | 25,25         | 0           | 0            | 3             |  |
|                        | Rassemblement national                         | RN                     | 30 460       | 10,01        | 0            |             |               |             | 0            | en stagnation |  |
|                        | Divers gauche                                  | DVG                    | 18 642       | 6,13         | 0            | Retrait     | Retrait       | Retrait     | 0            | en stagnation |  |
|                        | Les Républicains                               | LR                     | 14 914       | 4,90         | 0            | 11 394      | 4,65          | 0           | 0            | 1             |  |
|                        | Union des démocrates et indépendants           | UDI                    | 13 871       | 4,56         | 0            | 11 395      | 4,65          | 0           | 0            | 1             |  |
|                        | Reconquête                                     | REC                    | 9 681        | 3,18         | 0            |             |               |             | 0            | Nv            |  |
|                        | Ecologistes                                    | ECO                    | 8 091        | 2,66         | 0            | 0           | en stagnation |             |              |               |  |
|                        | Divers extrême gauche                          | DXG                    | 5 245        | 1,72         | 0            | 0           | en stagnation |             |              |               |  |
|                        | Divers                                         | DIV                    | 5 213        | 1,71         | 0            | 0           | en stagnation |             |              |               |  |
|                        | Divers centre                                  | DVC                    | 4 425        | 1,45         | 0            | 0           | Nv            |             |              |               |  |
|                        | Régionaliste                                   | REG                    | 1 132        | 0,37         | 0            | 0           | Nv            |             |              |               |  |
|                        | Parti radical de gauche                        | RDG                    | 1 008        | 0,33         | 0            | 0           | en stagnation |             |              |               |  |
|                        | Droite souverainiste                           | DSV                    | 979          | 0,32         | 0            | 0           | en stagnation |             |              |               |  |
|                        | Divers droite                                  | DVD                    | 425          | 0,14         | 0            | 0           | en stagnation |             |              |               |  |
|                        |                                                |                        |              |              |              |             |               |             |              |               |  |
| Suffrages exprimés     | Suffrages exprimés                             | Suffrages exprimés     | 304 299      | 97,64        |              | 245 022     | 92,95         |             |              |               |  |
| Votes blancs           | Votes blancs                                   | Votes blancs           | 5 503        | 1,77         | 14 412       | 5,47        |               |             |              |               |  |
| Votes nuls             | Votes nuls                                     | Votes nuls             | 1 853        | 0,59         | 4 167        | 1,58        |               |             |              |               |  |
| Total                  | Total                                          | Total                  | 311 655      | 100          | 1            | 263 601     | 100           | 11          | 12           | en stagnation |  |
| Abstentions            | Abstentions                                    | Abstentions            | 488 852      | 61,07        |              | 456 489     | 63,39         |             |              |               |  |
| Inscrits/Participation | Inscrits/Participation                         | Inscrits/Participation | 800 507      | 38,93        | 720 090      | 36,61       |               |             |              |               |  |

### Cartes

Nuance politique des candidats arrivés en tête dans chaque commune au 1er tour.
Nuance politique des candidats arrivés en tête dans chaque commune au 2e tour.

### Analyse
Contrairement à 2017, où LREM avait réussi à conquérir trois sièges et l’UDC à en conserver ou gagner deux, la gauche séquano-dionysienne ne laisse aucune place pour ses opposants cette fois. Pour la première fois depuis 1981, la Seine-Saint-Denis est unanime en n’envoyant à l’Assemblée que des députés de gauche. 
Les trois députés sortants marcheurs se font ainsi tous défaire pour leur seconde élection, dans les secteurs conquis au sud-est du département. À Gagny-Rosny, Sylvie Charrière est impuissante face à la conseillère municipale socialiste d’opposition rosnéenne, Fatiha Keloua-Hachi. Cette dernière signe le retour des socialistes dans la délégation départementale, cinq ans après en avoir été exclu. À Noisy-le-Grand, Patrice Anato est défait par Thomas Portes, cheminot insoumis. Enfin, Stéphane Testé obtient la lutte la plus serrée mais est tout de même défait. Le député de Livry-Gargan doit laisser sa place à Jérôme Legavre. Celui-ci, parachuté depuis l’Oise, devient le premier et seul député du POI, formation marxiste proche de La France insoumise. 
La droite ne parvient pas non plus à conserver ses deux députés. Après un seul mandat, le député LR Alain Ramadier doit s’incliner face à l’élue municipale insoumise de Pantin, Nadège Abomangoli. La défaite la plus remarquable est celle issue du duel qui s’est joué à Bobigny-Drancy. Après avoir résisté à la vague rose de 2012, à la vague en marche de 2017 avec près de deux tiers des voix, le président de l’UDI, Jean-Christophe Lagarde chute dans son propre fief. L’ancien maire de Drancy est battu par Raquel Garrido, avocate et chroniqueuse de télévision. 
Ailleurs, les insoumis et les communistes n’ont aucun mal à défendre leurs sièges respectifs. Le mari de Raquel Garrido, Alexis Corbière est réélu dès le premier tour avec plus de 60 % des voix. Le communiste Stéphane Peu fait face à une candidate MoDem recueillant moins de 10 % des voix au premier tour. Il s’en défait avec plus de 70 % des voix au deuxième tour. Des scores similaires sont obtenus par Bastien Lachaud à Pantin-Aubervilliers et Éric Coquerel à Saint-Denis-Saint-Ouen. À noter le retrait de Sabine Rubin et celui de l’ancienne ministre communiste Marie-George Buffet. 
L’élection de leur successeure participe également à la première délégation paritaire dans l’histoire du département, presque 50 ans après l’élection de la première femme, la communiste Jacqueline Chonavel.

### Résultats par circonscription

#### Première circonscription
Député sortant : Éric Coquerel (La France insoumise).
| Candidat                 | Candidat                 | Parti et coalition       | Nuance                   | Premier tour | Premier tour | Second tour | Second tour |
| Candidat                 | Candidat                 | Parti et coalition       | Nuance                   | Voix         | %            | Voix        | %           |
| ------------------------ | ------------------------ | ------------------------ | ------------------------ | ------------ | ------------ | ----------- | ----------- |
|                          | Éric Coquerel            | LFI (NUPES)              | NUP                      | 13 608       | 53,79        | 17 456      | 71,68       |
|                          | Jeanne Dromard           | LREM (ENS)               | ENS                      | 4 780        | 18,89        | 6 895       | 28,32       |
|                          | Marie Brand              | RN                       | RN                       | 1 829        | 7,23         |             |             |
|                          | Madioula Aïdara Diaby    | SE                       | DVG                      | 970          | 3,83         |             |             |
|                          | Mariane Darmon           | LEF                      | DVG                      | 728          | 2,88         |             |             |
|                          | Anne-Solenne Busch       | REC                      | REC                      | 636          | 2,51         |             |             |
|                          | François Péguillet       | LR (UDC)                 | LR                       | 616          | 2,43         |             |             |
|                          | Fouzia Zekri             | GRS (FGR)                | DVG                      | 600          | 2,37         |             |             |
|                          | Mohamed-Jamil Abid       | SE                       | DVG                      | 530          | 2,10         |             |             |
|                          | Jérôme Hirigoyen         | PA                       | ECO                      | 368          | 1,45         |             |             |
|                          | Alain Aubry              | LO                       | DXG                      | 276          | 1,09         |             |             |
|                          | François Deroche         | SE                       | DVC                      | 236          | 0,93         |             |             |
|                          | Maïa Bahloul             | POID                     | DXG                      | 98           | 0,39         |             |             |
|                          | Étienna Étienne          | UDI                      | UDI                      | 23           | 0,09         |             |             |
|                          | Olga Ede                 | AC (ÉMP)                 | DVC                      | 0            | 0,00         |             |             |
|                          |                          |                          |                          |              |              |             |             |
| Votes valides            | Votes valides            | Votes valides            | Votes valides            | 25 298       | 98,05        | 24 351      | 95,72       |
| Votes blancs             | Votes blancs             | Votes blancs             | Votes blancs             | 323          | 1,25         | 750         | 2,95        |
| Votes nuls               | Votes nuls               | Votes nuls               | Votes nuls               | 181          | 0,70         | 339         | 1,33        |
| Total                    | Total                    | Total                    | Total                    | 25 802       | 100          | 25 440      | 100         |
| Abstention               | Abstention               | Abstention               | Abstention               | 41 433       | 61,62        | 41 824      | 62,18       |
| Inscrits / participation | Inscrits / participation | Inscrits / participation | Inscrits / participation | 67 235       | 38,38        | 67 264      | 37,82       |

#### Deuxième circonscription
Député sortant : Stéphane Peu (Parti communiste français).
| Candidat                 | Candidat                 | Parti et coalition       | Nuance                   | Premier tour | Premier tour | Second tour | Second tour |
| Candidat                 | Candidat                 | Parti et coalition       | Nuance                   | Voix         | %            | Voix        | %           |
| ------------------------ | ------------------------ | ------------------------ | ------------------------ | ------------ | ------------ | ----------- | ----------- |
|                          | Stéphane Peu             | PCF (NUPES)              | NUP                      | 11 083       | 62,85        | 13 180      | 78,70       |
|                          | Anaïs Brood              | MoDem (ENS)              | ENS                      | 1 595        | 9,05         | 3 567       | 21,30       |
|                          | Luc Colomas              | RN                       | RN                       | 1 480        | 8,39         |             |             |
|                          | Bakary Soukouna          | SSDAC                    | DVG                      | 1 189        | 6,74         |             |             |
|                          | Sinaa Thabet             | LR (UDC)                 | LR                       | 622          | 3,53         |             |             |
|                          | Brahim Chikhi            | AC (ÉMP)                 | DVC                      | 619          | 3,51         |             |             |
|                          | Aurélia Bardy            | REC                      | REC                      | 375          | 2,13         |             |             |
|                          | Agnès Renaud             | LO                       | DXG                      | 297          | 1,68         |             |             |
|                          | Aurélien Pichard         | PA                       | ECO                      | 222          | 1,26         |             |             |
|                          | Jean-Christophe Brossard | PCRF                     | DXG                      | 151          | 0,86         |             |             |
|                          | Christelle Vétil         | UDI                      | UDI                      | 0            | 0,00         |             |             |
|                          |                          |                          |                          |              |              |             |             |
| Votes valides            | Votes valides            | Votes valides            | Votes valides            | 17 633       | 97,53        | 16 747      | 95,49       |
| Votes blancs             | Votes blancs             | Votes blancs             | Votes blancs             | 320          | 1,77         | 549         | 3,13        |
| Votes nuls               | Votes nuls               | Votes nuls               | Votes nuls               | 127          | 0,70         | 242         | 1,38        |
| Total                    | Total                    | Total                    | Total                    | 18 080       | 100          | 17 538      | 100         |
| Abstention               | Abstention               | Abstention               | Abstention               | 37 065       | 67,21        | 37 614      | 68,20       |
| Inscrits / participation | Inscrits / participation | Inscrits / participation | Inscrits / participation | 55 145       | 32,79        | 55 152      | 31,80       |

#### Troisième circonscription
Député sortant : Patrice Anato (La République en marche).
| Candidat                 | Candidat                 | Parti et coalition       | Nuance                   | Premier tour | Premier tour | Second tour | Second tour |
| Candidat                 | Candidat                 | Parti et coalition       | Nuance                   | Voix         | %            | Voix        | %           |
| ------------------------ | ------------------------ | ------------------------ | ------------------------ | ------------ | ------------ | ----------- | ----------- |
|                          | Thomas Portes            | LFI (NUPES)              | NUP                      | 11 223       | 34,06        | 17 085      | 53,96       |
|                          | Patrice Anato            | LREM (ENS)               | ENS                      | 8 399        | 25,49        | 14 580      | 46,04       |
|                          | Denis Cretin-Gielly      | RN                       | RN                       | 3 840        | 11,65        |             |             |
|                          | Harald Poillot           | LR (UDC)                 | LR                       | 2 777        | 8,43         |             |             |
|                          | Joseph Zrihen            | EPN                      | DIV                      | 1 414        | 4,29         |             |             |
|                          | Louise Ben Mami          | LT-LNE (TUPV)            | ECO                      | 1 311        | 3,98         |             |             |
|                          | Myriam Bordreuil         | VIA                      | REC                      | 1 285        | 3,90         |             |             |
|                          | Albert Melka             | GRS (FGR)                | DVG                      | 1 001        | 3,04         |             |             |
|                          | Nathalie Amouroux        | PA                       | ECO                      | 598          | 1,81         |             |             |
|                          | Sandrine Campana         | LP (UPF)                 | DSV                      | 526          | 1,60         |             |             |
|                          | Maëlle Gaucherand        | LO                       | DXG                      | 243          | 0,74         |             |             |
|                          | Fathia Chelki            | UDMF                     | DIV                      | 205          | 0,62         |             |             |
|                          | Geneviève Enaud          | POID                     | DXG                      | 116          | 0,35         |             |             |
|                          | Maëlle Massandjie Touré  | PDF                      | DIV                      | 11           | 0,03         |             |             |
|                          |                          |                          |                          |              |              |             |             |
| Votes valides            | Votes valides            | Votes valides            | Votes valides            | 32 949       | 97,94        | 31 665      | 94,06       |
| Votes blancs             | Votes blancs             | Votes blancs             | Votes blancs             | 512          | 1,52         | 1 427       | 4,24        |
| Votes nuls               | Votes nuls               | Votes nuls               | Votes nuls               | 180          | 0,54         | 572         | 1,70        |
| Total                    | Total                    | Total                    | Total                    | 33 641       | 100          | 33 664      | 100         |
| Abstention               | Abstention               | Abstention               | Abstention               | 42 011       | 55,53        | 42 017      | 55,52       |
| Inscrits / participation | Inscrits / participation | Inscrits / participation | Inscrits / participation | 75 652       | 44,47        | 75 681      | 44,48       |

#### Quatrième circonscription
Députée sortante : Marie-George Buffet (Parti communiste français).
| Candidat                 | Candidat                 | Parti et coalition       | Nuance                   | Premier tour | Premier tour | Second tour | Second tour |
| Candidat                 | Candidat                 | Parti et coalition       | Nuance                   | Voix         | %            | Voix        | %           |
| ------------------------ | ------------------------ | ------------------------ | ------------------------ | ------------ | ------------ | ----------- | ----------- |
|                          | Soumya Bourouaha         | PCF (NUPES)              | NUP                      | 7 341        | 36,13        | 12 832      | 100         |
|                          | Azzédine Taïbi           | PCF diss.                | DVG                      | 4 355        | 21,43        | Retrait     | Retrait     |
|                          | Colette Lévêque          | RN                       | RN                       | 2 290        | 11,27        |             |             |
|                          | Lova Rinel               | Agir (ENS)               | ENS                      | 2 007        | 9,88         |             |             |
|                          | Aly Diouara              | SSDAC                    | DIV                      | 1 768        | 8,70         |             |             |
|                          | Marie-Claude Goureau     | LR (UDC)                 | LR                       | 975          | 4,80         |             |             |
|                          | Vanessa Pettitt          | REC                      | REC                      | 625          | 3,08         |             |             |
|                          | Stéphane Sourdillat      | PA                       | ECO                      | 271          | 1,33         |             |             |
|                          | Sonia Attig              | SE                       | DVG                      | 224          | 1,10         |             |             |
|                          | Marlène Ley              | LO                       | DXG                      | 205          | 1,01         |             |             |
|                          | Zouhairr Ech-Chetouani   | UDMF                     | DIV                      | 178          | 0,88         |             |             |
|                          | Sabine Desboeuf          | POID                     | DXG                      | 82           | 0,40         |             |             |
|                          |                          |                          |                          |              |              |             |             |
| Votes valides            | Votes valides            | Votes valides            | Votes valides            | 20 321       | 96,96        | 12 832      | 78,77       |
| Votes blancs             | Votes blancs             | Votes blancs             | Votes blancs             | 506          | 2,41         | 3 155       | 19,37       |
| Votes nuls               | Votes nuls               | Votes nuls               | Votes nuls               | 131          | 0,63         | 304         | 1,87        |
| Total                    | Total                    | Total                    | Total                    | 20 958       | 100          | 16 291      | 100         |
| Abstention               | Abstention               | Abstention               | Abstention               | 44 142       | 67,81        | 48 841      | 74,99       |
| Inscrits / participation | Inscrits / participation | Inscrits / participation | Inscrits / participation | 65 100       | 32,19        | 65 132      | 25,01       |

#### Cinquième circonscription
Député sortant : Jean-Christophe Lagarde (Union des démocrates et indépendants ).
| Candidat                 | Candidat                 | Parti et coalition       | Nuance                   | Premier tour | Premier tour | Second tour | Second tour |
| Candidat                 | Candidat                 | Parti et coalition       | Nuance                   | Voix         | %            | Voix        | %           |
| ------------------------ | ------------------------ | ------------------------ | ------------------------ | ------------ | ------------ | ----------- | ----------- |
|                          | Raquel Garrido           | LFI (NUPES)              | NUP                      | 8 786        | 37,90        | 13 107      | 53,49       |
|                          | Jean-Christophe Lagarde  | UDI (UDC)                | UDI                      | 7 745        | 33,41        | 11 395      | 46,51       |
|                          | Nelly Lestradet          | RN                       | RN                       | 2 235        | 9,64         |             |             |
|                          | Nabil Aït Akkache        | LREM (ENS)               | ENS                      | 1 854        | 8,00         |             |             |
|                          | Raphaël Libert           | REC                      | REC                      | 545          | 2,35         |             |             |
|                          | Amel Hormi               | GRS (FGR)                | DVG                      | 515          | 2,22         |             |             |
|                          | Raynald Roueche          | AC (ÉMP)                 | DVC                      | 408          | 1,76         |             |             |
|                          | Geoffroy Desbois         | PA                       | ECO                      | 276          | 1,19         |             |             |
|                          | Gilles Saulière          | UCE (ÉMP)                | ECO                      | 261          | 1,13         |             |             |
|                          | Sonia Airouche           | RES                      | REG                      | 201          | 0,87         |             |             |
|                          | Rodolphe Feger           | LO                       | DXG                      | 178          | 0,77         |             |             |
|                          | Corinne Corbani          | POID                     | DXG                      | 94           | 0,41         |             |             |
|                          | Nao Argouse              | PP                       | DIV                      | 83           | 0,36         |             |             |
|                          |                          |                          |                          |              |              |             |             |
| Votes valides            | Votes valides            | Votes valides            | Votes valides            | 23 181       | 97,37        | 24 502      | 96,01       |
| Votes blancs             | Votes blancs             | Votes blancs             | Votes blancs             | 445          | 1,87         | 690         | 2,70        |
| Votes nuls               | Votes nuls               | Votes nuls               | Votes nuls               | 180          | 0,76         | 329         | 1,29        |
| Total                    | Total                    | Total                    | Total                    | 23 806       | 100          | 25 521      | 100         |
| Abstention               | Abstention               | Abstention               | Abstention               | 41 416       | 63,50        | 39 723      | 60,88       |
| Inscrits / participation | Inscrits / participation | Inscrits / participation | Inscrits / participation | 65 222       | 36,50        | 65 244      | 39,12       |

#### Sixième circonscription
Député sortant : Bastien Lachaud (La France insoumise).
| Candidat                 | Candidat                 | Parti et coalition       | Nuance                   | Premier tour | Premier tour | Second tour | Second tour |
| Candidat                 | Candidat                 | Parti et coalition       | Nuance                   | Voix         | %            | Voix        | %           |
| ------------------------ | ------------------------ | ------------------------ | ------------------------ | ------------ | ------------ | ----------- | ----------- |
|                          | Bastien Lachaud          | LFI (NUPES)              | NUP                      | 12 797       | 56,61        | 16 046      | 75,40       |
|                          | Yasmina Baziz            | LREM (ENS)               | ENS                      | 3 419        | 15,12        | 5 236       | 24,60       |
|                          | Françoise Trova          | RN                       | RN                       | 1 584        | 7,01         |             |             |
|                          | Nabila Djebbari          | AEC                      | DVG                      | 1 248        | 5,52         |             |             |
|                          | Kourtoum Sackho          | UDI (UDC)                | UDI                      | 1 172        | 5,18         |             |             |
|                          | Noélie Beugré            | REC                      | REC                      | 560          | 2,48         |             |             |
|                          | Nathalie Arthaud         | LO                       | DXG                      | 537          | 2,38         |             |             |
|                          | Aïcha Bourak             | UPR                      | DIV                      | 382          | 1,69         |             |             |
|                          | Soumia Achfaa            | PRG                      | RDG                      | 327          | 1,45         |             |             |
|                          | Ali Zerouali             | UDMF                     | DIV                      | 236          | 1,04         |             |             |
|                          | Aymane Mabiala           | PP                       | DIV                      | 217          | 0,96         |             |             |
|                          | Patrick Champion         | POID                     | DXG                      | 128          | 0,57         |             |             |
|                          |                          |                          |                          |              |              |             |             |
| Votes valides            | Votes valides            | Votes valides            | Votes valides            | 22 607       | 97,75        | 21 282      | 95,38       |
| Votes blancs             | Votes blancs             | Votes blancs             | Votes blancs             | 361          | 1,56         | 707         | 3,17        |
| Votes nuls               | Votes nuls               | Votes nuls               | Votes nuls               | 159          | 0,69         | 324         | 1,45        |
| Total                    | Total                    | Total                    | Total                    | 23 127       | 100          | 22 313      | 100         |
| Abstention               | Abstention               | Abstention               | Abstention               | 34 968       | 60,19        | 35 796      | 61,60       |
| Inscrits / participation | Inscrits / participation | Inscrits / participation | Inscrits / participation | 58 095       | 39,81        | 58 109      | 38,40       |

#### Septième circonscription
Député sortant : Alexis Corbière (La France insoumise).
|                          | Alexis Corbière          | LFI (NUPES)              | NUP                      | 22 718 | 62,94 |  |  |
|                          | Marie-Laure Brossier     | TdP (ENS)                | ENS                      | 5 773  | 15,99 |  |  |
|                          | Karim Yagoubi-Morocho    | RN                       | RN                       | 1 735  | 4,81  |  |  |
|                          | Choukri Yonis            | AM                       | DVG                      | 1 562  | 4,33  |  |  |
|                          | Catherine Dehay          | PA                       | ECO                      | 961    | 2,66  |  |  |
|                          | Myriam Mehidi            | VIA                      | REC                      | 872    | 2,42  |  |  |
|                          | Madina Boucabeille       | UDI (UDC)                | UDI                      | 799    | 2,21  |  |  |
|                          | Hamid Chair              | PRG                      | RDG                      | 681    | 1,89  |  |  |
|                          | Aurélie Jochaud          | LO                       | DXG                      | 525    | 1,45  |  |  |
|                          | Jeanne Montagnon         | EAC                      | ECO                      | 239    | 0,66  |  |  |
|                          | Christel Keiser          | POID                     | DXG                      | 229    | 0,63  |  |  |
|                          |                          |                          |                          |        |       |  |  |
| Votes valides            | Votes valides            | Votes valides            | Votes valides            | 36 094 | 97,49 |  |  |
| Votes blancs             | Votes blancs             | Votes blancs             | Votes blancs             | 756    | 2,04  |  |  |
| Votes nuls               | Votes nuls               | Votes nuls               | Votes nuls               | 173    | 0,47  |  |  |
| Total                    | Total                    | Total                    | Total                    | 37 023 | 100   |  |  |
| Abstention               | Abstention               | Abstention               | Abstention               | 43 639 | 54,10 |  |  |
| Inscrits / participation | Inscrits / participation | Inscrits / participation | Inscrits / participation | 80 662 | 45,90 |  |  |

#### Huitième circonscription
Députée sortante : Sylvie Charrière (La République en marche).
| Candidat                 | Candidat                 | Parti et coalition       | Nuance                   | Premier tour | Premier tour | Second tour | Second tour |
| Candidat                 | Candidat                 | Parti et coalition       | Nuance                   | Voix         | %            | Voix        | %           |
| ------------------------ | ------------------------ | ------------------------ | ------------------------ | ------------ | ------------ | ----------- | ----------- |
|                          | Fatiha Keloua Hachi      | PS (NUPES)               | NUP                      | 9 263        | 35,31        | 13 169      | 53,57       |
|                          | Sylvie Charrière         | LREM (ENS)               | ENS                      | 5 696        | 21,71        | 11 413      | 46,43       |
|                          | Geoffrey Carvalhinho     | LR (UDC)                 | LR                       | 3 647        | 13,90        |             |             |
|                          | Sébastien Jolivet        | RN                       | RN                       | 3 610        | 13,76        |             |             |
|                          | Sylvio Valente           | REC                      | REC                      | 1 226        | 4,67         |             |             |
|                          | Hugo Guiraudou           | GRS (FGR)                | DVG                      | 830          | 3,16         |             |             |
|                          | Eddy Cyrilla             | EAC                      | ECO                      | 745          | 2,84         |             |             |
|                          | Corinne Fournier         | PA                       | ECO                      | 507          | 1,93         |             |             |
|                          | Franck Zeiger            | LP (UPF)                 | DSV                      | 342          | 1,30         |             |             |
|                          | Grégory Tobeilem         | LO                       | DXG                      | 208          | 0,79         |             |             |
|                          | Jean-Christophe Fournier | NPA                      | DXG                      | 161          | 0,61         |             |             |
|                          |                          |                          |                          |              |              |             |             |
| Votes valides            | Votes valides            | Votes valides            | Votes valides            | 26 235       | 97,62        | 24 582      | 93,14       |
| Votes blancs             | Votes blancs             | Votes blancs             | Votes blancs             | 562          | 2,09         | 1 458       | 5,52        |
| Votes nuls               | Votes nuls               | Votes nuls               | Votes nuls               | 78           | 0,29         | 352         | 1,33        |
| Total                    | Total                    | Total                    | Total                    | 26 875       | 100          | 26 392      | 100         |
| Abstention               | Abstention               | Abstention               | Abstention               | 34 754       | 56,39        | 35 255      | 57,19       |
| Inscrits / participation | Inscrits / participation | Inscrits / participation | Inscrits / participation | 61 629       | 43,61        | 61 647      | 42,81       |

#### Neuvième circonscription
Députée sortante : Sabine Rubin (La France insoumise).
| Candidat                 | Candidat                 | Parti et coalition       | Nuance                   | Premier tour | Premier tour | Second tour | Second tour |
| Candidat                 | Candidat                 | Parti et coalition       | Nuance                   | Voix         | %            | Voix        | %           |
| ------------------------ | ------------------------ | ------------------------ | ------------------------ | ------------ | ------------ | ----------- | ----------- |
|                          | Aurélie Trouvé           | LFI (NUPES)              | NUP                      | 16 393       | 53,53        | 20 285      | 69,24       |
|                          | Alexandre Saada          | MoDem (ENS)              | ENS                      | 6 214        | 20,29        | 9 010       | 30,76       |
|                          | Eric Kozelko             | RN                       | RN                       | 2 491        | 8,13         |             |             |
|                          | Jean-Paul Lefebvre       | GRS (FGR)                | DVG                      | 1 260        | 4,11         |             |             |
|                          | Robenson Pierre          | LR (UDC)                 | LR                       | 1 049        | 3,43         |             |             |
|                          | Laure Garrigue           | REC                      | REC                      | 959          | 3,13         |             |             |
|                          | Aloïs Lang-Rousseau      | MHAN (TUPV)              | ECO                      | 876          | 2,86         |             |             |
|                          | Héléna Petrzljan         | UDI                      | UDI                      | 384          | 1,25         |             |             |
|                          | Carole Fitoussi          | PA                       | ECO                      | 372          | 1,21         |             |             |
|                          | Jean-Paul Burot          | LO                       | DXG                      | 368          | 1,20         |             |             |
|                          | Cécile Odoyer            | POID                     | DXG                      | 200          | 0,65         |             |             |
|                          | Atmane Badache           | SE                       | DIV                      | 60           | 0,20         |             |             |
|                          |                          |                          |                          |              |              |             |             |
| Votes valides            | Votes valides            | Votes valides            | Votes valides            | 30 626       | 97,74        | 29 295      | 95,07       |
| Votes blancs             | Votes blancs             | Votes blancs             | Votes blancs             | 500          | 1,60         | 1 047       | 3,40        |
| Votes nuls               | Votes nuls               | Votes nuls               | Votes nuls               | 208          | 0,66         | 473         | 1,53        |
| Total                    | Total                    | Total                    | Total                    | 31 334       | 100          | 30 815      | 100         |
| Abstention               | Abstention               | Abstention               | Abstention               | 42 391       | 57,50        | 42 932      | 58,22       |
| Inscrits / participation | Inscrits / participation | Inscrits / participation | Inscrits / participation | 73 725       | 42,50        | 73 747      | 41,78       |

#### Dixième circonscription
Député sortant : Alain Ramadier (Les Républicains).
| Candidat                 | Candidat                 | Parti et coalition       | Nuance                   | Premier tour | Premier tour | Second tour | Second tour |
| Candidat                 | Candidat                 | Parti et coalition       | Nuance                   | Voix         | %            | Voix        | %           |
| ------------------------ | ------------------------ | ------------------------ | ------------------------ | ------------ | ------------ | ----------- | ----------- |
|                          | Nadège Abomangoli        | LFI (NUPES)              | NUP                      | 9 812        | 39,71        | 14 228      | 55,53       |
|                          | Alain Ramadier           | LR (UDC)                 | LR                       | 4 959        | 20,07        | 11 394      | 44,47       |
|                          | Pauline Chateau          | RN                       | RN                       | 2 951        | 11,94        |             |             |
|                          | Sonia Bakhti-Alout,      | H (ENS)                  | ENS                      | 2 593        | 10,49        |             |             |
|                          | Leïla Abdellaoui         | LREM diss.               | DVC                      | 1 483        | 6,00         |             |             |
|                          | Mohamed Bounoua          | H diss.                  | DVC                      | 903          | 3,65         |             |             |
|                          | Praince Germain Loubota  | REC                      | REC                      | 771          | 3,12         |             |             |
|                          | Jean-Ludwig Malard       | PA                       | ECO                      | 451          | 1,83         |             |             |
|                          | Elhame Himmi             | UDMF                     | DIV                      | 269          | 1,08         |             |             |
|                          | Sylvie Guy               | POID                     | DXG                      | 265          | 1,07         |             |             |
|                          | Gaëtan Minardi           | LO                       | DXG                      | 254          | 1,03         |             |             |
|                          | Abdelssamad Srai         | SE                       | DIV                      | 1            | 0,00         |             |             |
|                          |                          |                          |                          |              |              |             |             |
| Votes valides            | Votes valides            | Votes valides            | Votes valides            | 24 712       | 97,41        | 25 622      | 96,21       |
| Votes blancs             | Votes blancs             | Votes blancs             | Votes blancs             | 495          | 1,95         | 756         | 2,84        |
| Votes nuls               | Votes nuls               | Votes nuls               | Votes nuls               | 162          | 0,64         | 253         | 0,95        |
| Total                    | Total                    | Total                    | Total                    | 25 369       | 100          | 26 631      | 100         |
| Abstention               | Abstention               | Abstention               | Abstention               | 43 862       | 63,36        | 42 633      | 61,55       |
| Inscrits / participation | Inscrits / participation | Inscrits / participation | Inscrits / participation | 69 231       | 35,69        | 69 264      | 38,45       |

#### Onzième circonscription
Députée sortante : Clémentine Autain (La France insoumise - Ensemble !).
| Candidat                 | Candidat                 | Parti et coalition       | Nuance                   | Premier tour | Premier tour | Second tour | Second tour |
| Candidat                 | Candidat                 | Parti et coalition       | Nuance                   | Voix         | %            | Voix        | %           |
| ------------------------ | ------------------------ | ------------------------ | ------------------------ | ------------ | ------------ | ----------- | ----------- |
|                          | Clémentine Autain        | LFI - E! (NUPES)         | NUP                      | 9 400        | 46,15        | 11 296      | 100         |
|                          | Virginie De Carvalho,    | PCF diss.                | DVG                      | 3 091        | 15,18        | Retrait     | Retrait     |
|                          | Renée Joly               | RN                       | RN                       | 2 672        | 13,12        |             |             |
|                          | Hakima Ouaret,           | PRV (ENS)                | ENS                      | 2 181        | 10,71        |             |             |
|                          | Fabrice Scagni,          | AC (ÉMP)                 | DVC                      | 776          | 3,81         |             |             |
|                          | Guillemette Dusausoy     | REC                      | REC                      | 549          | 2,70         |             |             |
|                          | Ton-Tona Khul            | LR diss.                 | DVD                      | 425          | 2,09         |             |             |
|                          | Jean-Pierre Leverrier    | PA                       | ECO                      | 304          | 1,49         |             |             |
|                          | Emmanuel Naud            | LR (UDC)                 | LR                       | 269          | 1,32         |             |             |
|                          | Lynda Aït Mesghat        | UDI                      | UDI                      | 236          | 1,16         |             |             |
|                          | François Meretrel        | UDMF                     | DIV                      | 193          | 0,95         |             |             |
|                          | Isabelle Couffin-Guérin  | LO                       | DXG                      | 163          | 0,80         |             |             |
|                          | Micheline Guillemette    | POID                     | DXG                      | 109          | 0,54         |             |             |
|                          |                          |                          |                          |              |              |             |             |
| Votes valides            | Votes valides            | Votes valides            | Votes valides            | 20 368       | 97,53        | 11 296      | 77,76       |
| Votes blancs             | Votes blancs             | Votes blancs             | Votes blancs             | 362          | 1,73         | 2 691       | 18,52       |
| Votes nuls               | Votes nuls               | Votes nuls               | Votes nuls               | 153          | 0,73         | 540         | 3,72        |
| Total                    | Total                    | Total                    | Total                    | 20 883       | 100          | 14 527      | 100         |
| Abstention               | Abstention               | Abstention               | Abstention               | 42 520       | 67,06        | 48 900      | 77,10       |
| Inscrits / participation | Inscrits / participation | Inscrits / participation | Inscrits / participation | 63 403       | 32,94        | 63 427      | 22,90       |

#### Douzième circonscription
Député sortant : Stéphane Testé (La République en marche).
| Candidat                 | Candidat                 | Parti et coalition       | Nuance                   | Premier tour | Premier tour | Second tour | Second tour |
| Candidat                 | Candidat                 | Parti et coalition       | Nuance                   | Voix         | %            | Voix        | %           |
| ------------------------ | ------------------------ | ------------------------ | ------------------------ | ------------ | ------------ | ----------- | ----------- |
|                          | Jérôme Legavre           | POI (NUPES)              | NUP                      | 7 485        | 30,83        | 11 677      | 51,11       |
|                          | Stéphane Testé           | LREM (ENS)               | ENS                      | 5 793        | 23,86        | 11 171      | 48,89       |
|                          | Jean-François Perier     | RN                       | RN                       | 3 743        | 15,42        |             |             |
|                          | Ludovic Toro             | UDI (UDC)                | UDI                      | 3 512        | 14,47        |             |             |
|                          | Pierre-Marie Salle       | MC                       | REC                      | 1 278        | 5,26         |             |             |
|                          | Mariam Cissé,            | ex-PS                    | REG                      | 931          | 3,84         |             |             |
|                          | Stéphanie Klebek         | GRS (FGR)                | DVG                      | 539          | 2,22         |             |             |
|                          | Malik Houha              | PA                       | ECO                      | 329          | 1,36         |             |             |
|                          | Amal Aissaoui            | LO                       | DXG                      | 228          | 0,94         |             |             |
|                          | Bahri Cesur              | SE                       | DIV                      | 196          | 0,81         |             |             |
|                          | Sophie Cicero            | POID                     | DXG                      | 130          | 0,54         |             |             |
|                          | Arnold Voillemin         | S&P (LRDP)               | DSV                      | 111          | 0,46         |             |             |
|                          |                          |                          |                          |              |              |             |             |
| Votes valides            | Votes valides            | Votes valides            | Votes valides            | 24 275       | 98,05        | 22 848      | 93,38       |
| Votes blancs             | Votes blancs             | Votes blancs             | Votes blancs             | 361          | 1,46         | 1 182       | 4,83        |
| Votes nuls               | Votes nuls               | Votes nuls               | Votes nuls               | 121          | 0,49         | 439         | 1,79        |
| Total                    | Total                    | Total                    | Total                    | 24 757       | 100          | 24 469      | 100         |
| Abstention               | Abstention               | Abstention               | Abstention               | 40 651       | 62,15        | 40 954      | 62,60       |
| Inscrits / participation | Inscrits / participation | Inscrits / participation | Inscrits / participation | 65 408       | 37,85        | 65 423      | 37,40       |